# 大鱗單臂細鮃
大鱗單臂細鮃為輻鰭魚綱鰈形目鰈亞目鮃科的其中一種，為熱帶海水魚，分布於西太平洋海域，棲息深度79公尺，棲息在底層水域，生活習性不明。

## 扩展阅读
維基物種上的相關：大鱗單臂細鮃